# Іст-Глейшер-Парк-Вілледж (Монтана)
Іст-Глейшер-Парк-Вілледж (англ. East Glacier Park Village) — переписна місцевість (CDP) в США, в окрузі Глейшер штату Монтана. Населення — 354 особи (2020).

## Географія
Іст-Глейшер-Парк-Вілледж розташований за координатами 48°26′45″ пн. ш. 113°13′25″ зх. д. / 48.44583° пн. ш. 113.22361° зх. д. (48.445916, -113.223498). За даними Бюро перепису населення США в 2010 році переписна місцевість мала площу 11,29 км², уся площа — суходіл.

## Демографія
Згідно з переписом 2010 року, у переписній місцевості мешкали 363 особи в 142 домогосподарствах у складі 86 родин. Густота населення становила 32 особи/км². Було 218 помешкань (19/км²).
Расовий склад населення:
| - 54,5 % — корінних американців - 39,1 % — білих - 0,3 % — вихідців з тихоокеанських островів |

До двох чи більше рас належало 5,2 %. Частка іспаномовних становила 2,8 % від усіх жителів.
За віковим діапазоном населення розподілялося таким чином: 27,8 % — особи молодші 18 років, 60,6 % — особи у віці 18—64 років, 11,6 % — особи у віці 65 років та старші. Медіана віку мешканця становила 37,8 року. На 100 осіб жіночої статі у переписній місцевості припадало 93,1 чоловіків; на 100 жінок у віці від 18 років та старших — 97,0 чоловіків також старших 18 років.
Середній дохід на одне домашнє господарство становив 50 618 доларів США (медіана — 32 813), а середній дохід на одну сім'ю — 56 117 доларів (медіана — 39 750). Медіана доходів становила 30 000 доларів для чоловіків та 31 000 доларів для жінок. За межею бідності перебувало 13,8 % осіб, у тому числі 12,8 % дітей у віці до 18 років та 6,3 % осіб у віці 65 років та старших.
Цивільне працевлаштоване населення становило 209 осіб. Основні галузі зайнятості: роздрібна торгівля — 17,7 %, будівництво — 17,7 %, освіта, охорона здоров'я та соціальна допомога — 14,4 %, мистецтво, розваги та відпочинок — 13,9 %.